# Go (eenheid)

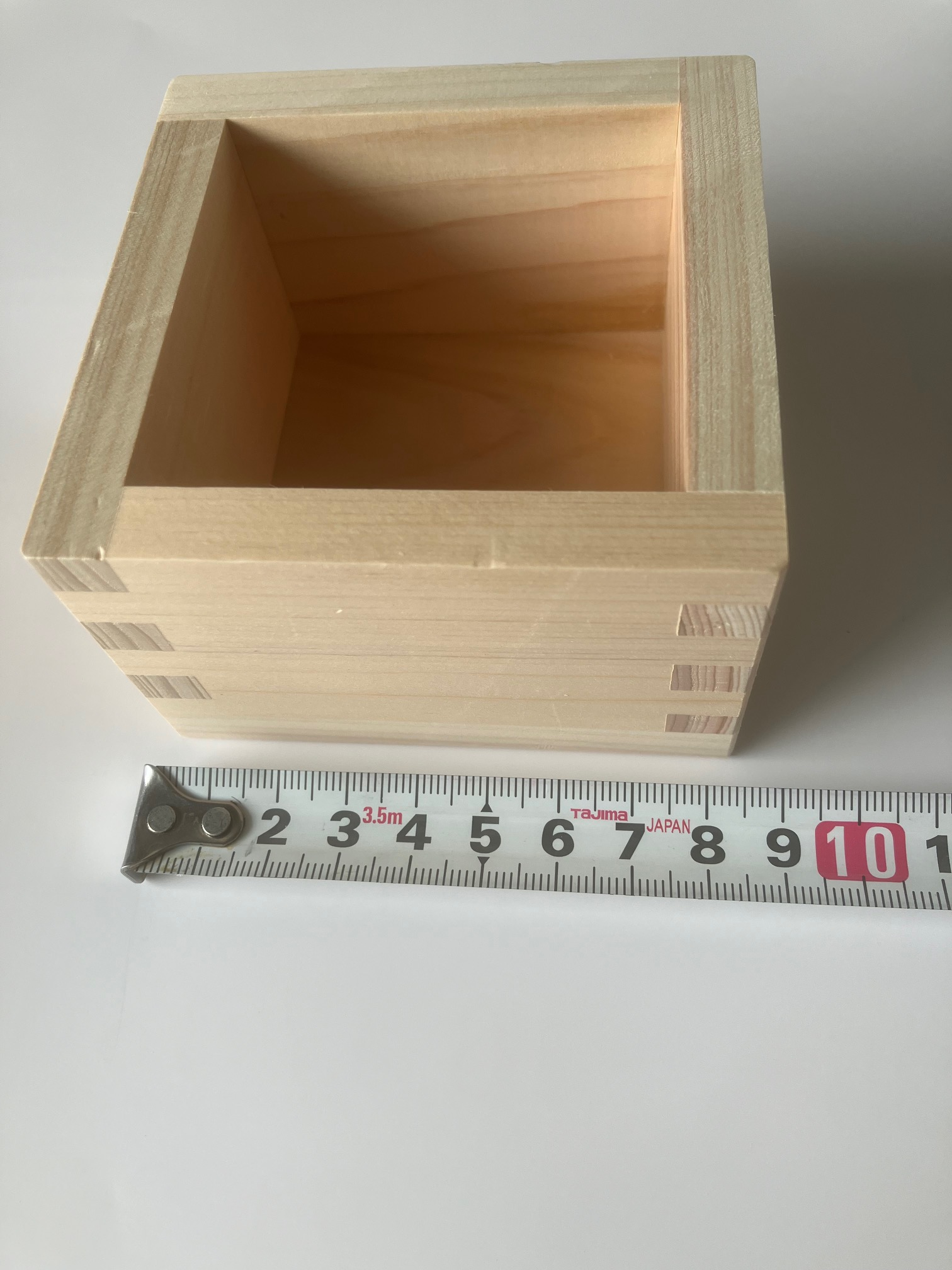
Bak met een inhoud van één Go.

De go (合, gō) is een traditionele Japanse maat om een volume aan te geven. Één go staat gelijk aan 0,18039 liter.
Voorbeelden van producten die vaak worden gemeten in go zijn rijst en sake. Als vuistregel gebruiken ze het volgende: Één go is evenveel als 150 gram Japanse korte korrelrijst, dat is 1/1000 van een koku.
Studenten van Aziatische talen verwarren soms het Japanse woord gō met het Chinese woord gě, omdat ze beide precies hetzelfde geschreven worden (合).